# Zănești
Zănești è un comune della Romania di 6 196 abitanti, ubicato nel distretto di Neamț, nella regione storica della Moldavia. 
Il comune è formato dall'unione di 2 villaggi: Traian e Zănești.